# Stephanodoria tomentella
Stephanodoria es un género monotípico de plantas herbáceas, perteneciente a la familia Asteraceae. Su única especie: Stephanodoria tomentella,  se encuentra en México

## Propiedades
Stephanodoria tomentella contiene flavonoides.

## Taxonomía
Stephanodoria tomentella fue descrita por (B.L.Rob.) Greene y publicado en Leaflets of Western Botany 8(2): 26. 1956.
Sinonimia
- Xanthocephalum tomentellum B.L.Rob.[4]